# Lokalbahn Mori–Arco–Riva
| |                         |                                   |                                   |
| Streckenlänge: | 24,2 km                 |                                   |                                   |
| Spurweite: | 760 mm (Bosnische Spur) |                                   |                                   |
| Maximale Neigung: | 28 ‰                    |                                   |                                   |
| Minimaler Radius: | 50 m                    |                                   |                                   |
| |                         |                                   |                                   |
| \| \| -4,4 \| Rovereto Übergang zur Brennerbahn \| Rovereto Übergang zur Brennerbahn \| \| \| \| \| \| \| \| \| Etsch \| \| \| \| \| \| \| \| \| 0,0 \| Mori Übergang zur Brennerbahn \| 175 m s.l.m. \| \| \| \| \| \| \| \| \| Etsch (67 m) \| \| \| \| \| \| \| \| \| 2,6 \| Mori borgata \| 200 m s.l.m. \| \| \| 6,8 \| Loppio \| 224 m s.l.m. \| \| \| 10,8 \| Passo San Giovanni \| 269 m s.l.m. \| \| \| 12,9 \| Nago-Torbole \| 222 m s.l.m. \| \| \| 17,5 \| Oltresarca \| 113 m s.l.m. \| \| \| \| Sarca (45 m) \| \| \| \| 19,2 \| Arco \| 87 m s.l.m. \| \| \| 21,5 \| San Tomaso \| 81 m s.l.m. \| \| \| 24,1 \| Riva \| 67 m s.l.m. \| |                         |                                   |                                   |
| Kopfbahnhof Streckenanfang (Strecke außer Betrieb) | -4,4                    | Rovereto Übergang zur Brennerbahn | Rovereto Übergang zur Brennerbahn |
| |                         |                                   |                                   |
| Brücke über Wasserlauf (Strecke außer Betrieb) |                         | Etsch                             | Etsch                             |
| |                         |                                   |                                   |
| Strecke (außer Betrieb) · Kopfbahnhof Streckenanfang (Strecke außer Betrieb) | 0,0                     | Mori Übergang zur Brennerbahn     | 175 m s.l.m.                      |
| |                         |                                   |                                   |
| Strecke (außer Betrieb) · Brücke über Wasserlauf (Strecke außer Betrieb) |                         | Etsch (67 m)                      | Etsch (67 m)                      |
| Abzweig geradeaus und von links (Strecke außer Betrieb) · Strecke nach rechts (außer Betrieb) |                         |                                   |                                   |
| Haltepunkt / Haltestelle (Strecke außer Betrieb) | 2,6                     | Mori borgata                      | 200 m s.l.m.                      |
| Bahnhof (Strecke außer Betrieb) | 6,8                     | Loppio                            | 224 m s.l.m.                      |
| Kulminations-/Scheitelpunkt (Strecke außer Betrieb) | 10,8                    | Passo San Giovanni                | 269 m s.l.m.                      |
| Bahnhof (Strecke außer Betrieb) | 12,9                    | Nago-Torbole                      | 222 m s.l.m.                      |
| Haltepunkt / Haltestelle (Strecke außer Betrieb) | 17,5                    | Oltresarca                        | 113 m s.l.m.                      |
| Brücke über Wasserlauf (Strecke außer Betrieb) |                         | Sarca (45 m)                      | Sarca (45 m)                      |
| Bahnhof (Strecke außer Betrieb) | 19,2                    | Arco                              | 87 m s.l.m.                       |
| Haltepunkt / Haltestelle (Strecke außer Betrieb) | 21,5                    | San Tomaso                        | 81 m s.l.m.                       |
| Kopfbahnhof Streckenende (Strecke außer Betrieb) | 24,1                    | Riva                              | 67 m s.l.m.                       |

Die Lokalbahn Mori–Arco–Riva (MAR) war eine 24,2 Kilometer lange schmalspurige Lokalbahn, welche vom heute in der Provinz Trient liegenden Bahnhof Mori an der Brennerbahn über den San-Giovanni-Pass und Arco nach Riva zum Gardasee verkehrte. Die Bahn fuhr auf bosnischer Spurweite von 760 mm.
Der Zugverkehr auf der 1891 eröffneten Strecke wurde ausschließlich mit Dampflokomotiven durchgeführt. In den 1920er Jahren wurde die Strecke bis nach Rovereto verlängert. 1936 wurde der Betrieb schließlich eingestellt. Damit endete der Bahnverkehr am Nordufer des Gardasees.

## Geschichte

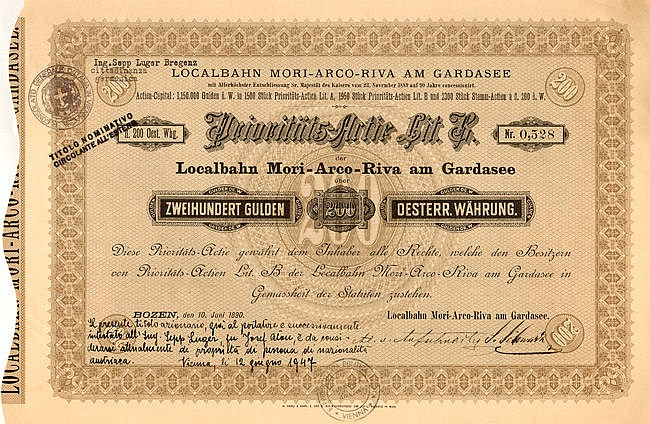
Prioritätsaktie der Localbahn Mori–Arco–Riva am Gardasee

Arco und Riva waren bereits Mitte des 19. Jahrhunderts aufgrund ihres mediterranen Klimas beliebte Kurorte in der Grafschaft Tirol. Die am 29. Januar 1891 eröffnete Localbahn Mori–Arco–Riva am Gardasee schaffte die fehlende Verbindung zur Brennerbahn. Neben dem Personentransport spielte auch der Güterverkehr eine gewisse Rolle im Budget der Bahn. So führte am Bahnhof Loppio ein Stumpfgleis bis zum naheliegenden Weinkeller auf dem Grundstück der Grafen von Castelbarco, auf dem neben Wein auch die landwirtschaftlichen Güter der Umgebung wie Gemüse aus dem Val di Gresta sowie im Winter Eisblöcke aus dem Lago di Loppio, die man bis zum Aufkommen der Kühlschränke zur Kühlung verwendete, aufgeladen wurden.

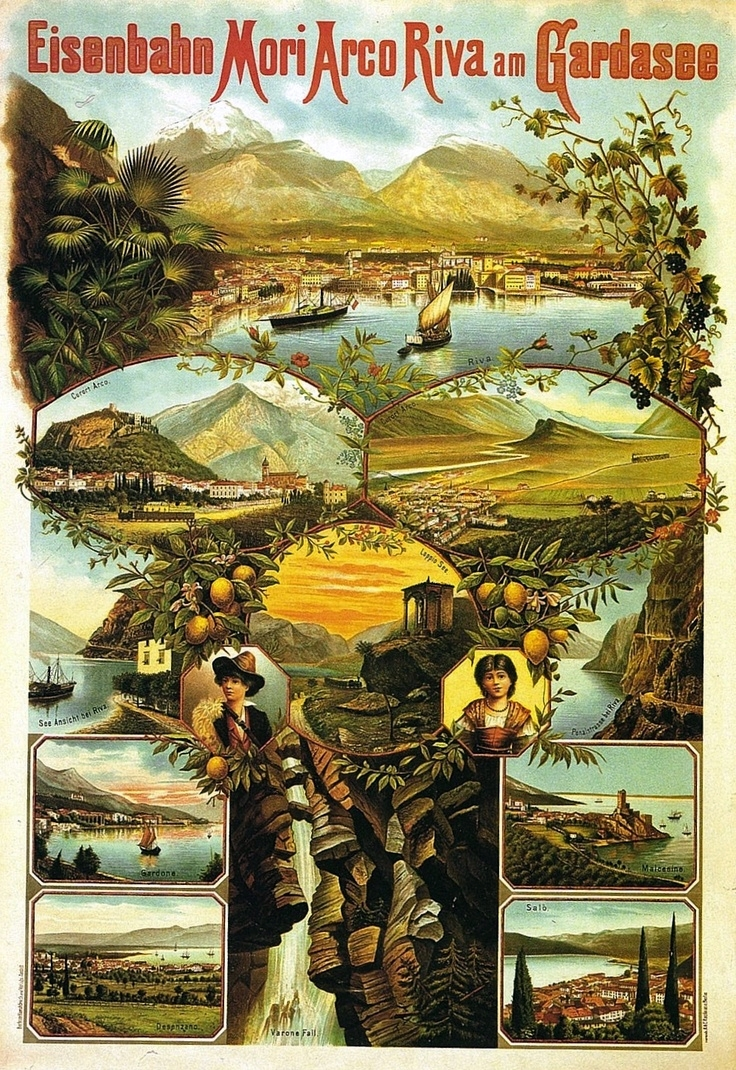
Tourismusplakat der Localbahn Mori–Arco–Riva vom Jahr 1891

Auch in den militärischen Plänen der k.u.k. Monarchie tauchte die Bahn für die Truppen- und Materialverlegung auf. So befasste sich die k.u.k. Armee zu Beginn des 20. Jahrhunderts in einer eigens dafür eingesetzten Kommission mit der Verlängerung der Bahn von Arco über Sarche bis in die Judikarien nach Tione – Pläne, die am Ende jedoch in den Schubladen der Militärs verblieben.

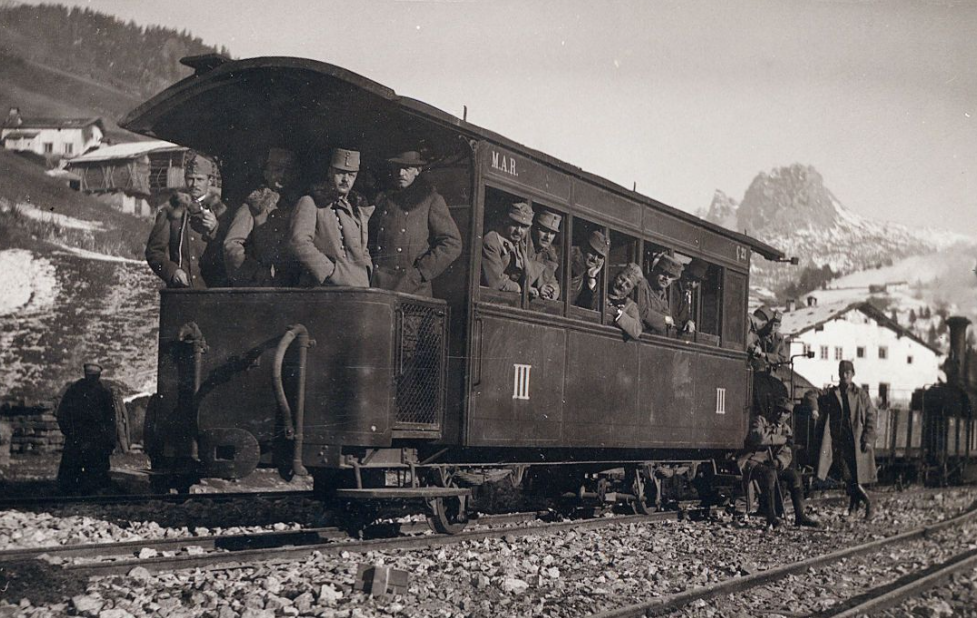
1915 an die Grödner Bahn abgegebener Personenwagen C 21

Während des Ersten Weltkrieges wurde die Bahn kurz vor und nach der italienischen Kriegserklärung vom 23. Mai 1915 noch benutzt, um die lokale Bevölkerung zu evakuieren, bevor ihr Betrieb gegen Ende des Jahres eingestellt und das Rollmaterial an andere Bahnen wie etwa die Grödner Bahn abgegeben wurden. Die Bahnanlagen wurden sowohl durch italienisches Artilleriefeuer als auch durch österreichischen Truppen auf dem Rückzug beschädigt. Nach dem Krieg kamen der südliche Teil Tirols zum Königreich Italien und die Lokalbahn unter die Verwaltung der FS. Der Betrieb wurde nach Reparaturen durch die italienischen Genietruppe wieder aufgenommen.
Im Jahr 1924 wurde eine neue Lokalbahngesellschaft mit dem Namen Società Ferrovia Rovereto-Arco-Riva (RAR) gegründet, wobei sich die Stadt Rovereto den größten Anteil der Aktien sicherte mit dem Ziel, die Strecke in die 4,4 km entfernte Stadt zu führen. Diese Streckenverlängerung konnte am 25. Mai 1925 eröffnet werden. 1929 wurde ein Projekt zur Umstellung der Bahn auf Meterspur und deren Elektrifizierung ausgearbeitet, das aber nicht umgesetzt wurde. Aufgrund des aufkommenden Individualverkehrs wurden der Betrieb am 21. Oktober 1936 eingestellt und der öffentliche Personennahverkehr von Autobussen übernommen.
Ursprünglich gab es Überlegungen, die Bahn entlang des Gardasees bis an das norditalienische Eisenbahnnetz zu führen. Wegen der parallel verlaufenden Brennerbahn wurde diese Idee aber wieder verworfen.

## Streckenbeschreibung

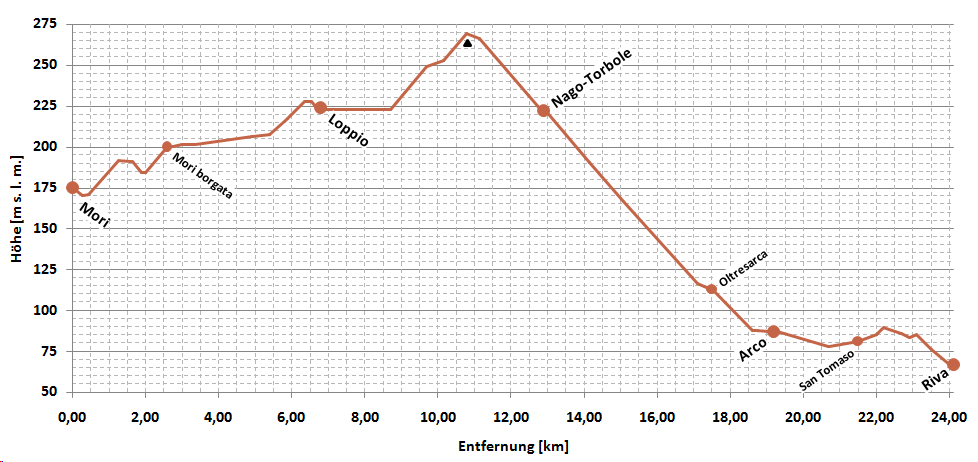
Vereinfachtes Höhenprofil Mori–Riva

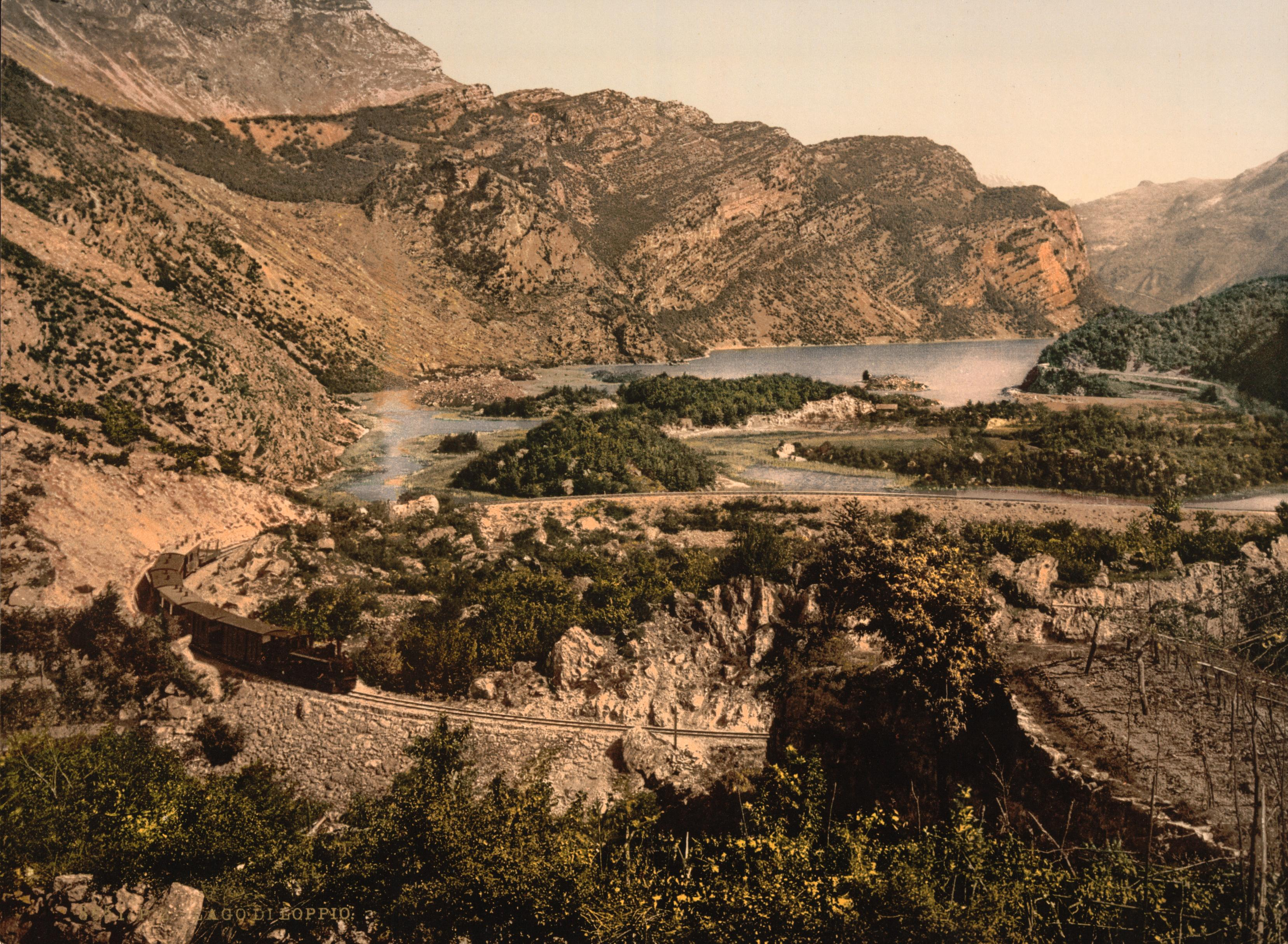
Zug beim Lago di Loppio kurz vor Erreichen der Passhöhe, ungefähr 1895

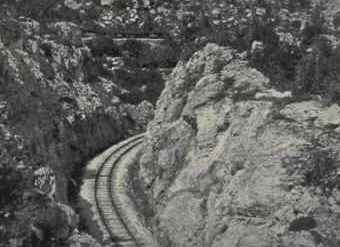
Einschnitt vermutlich nahe dem Lago di Loppio

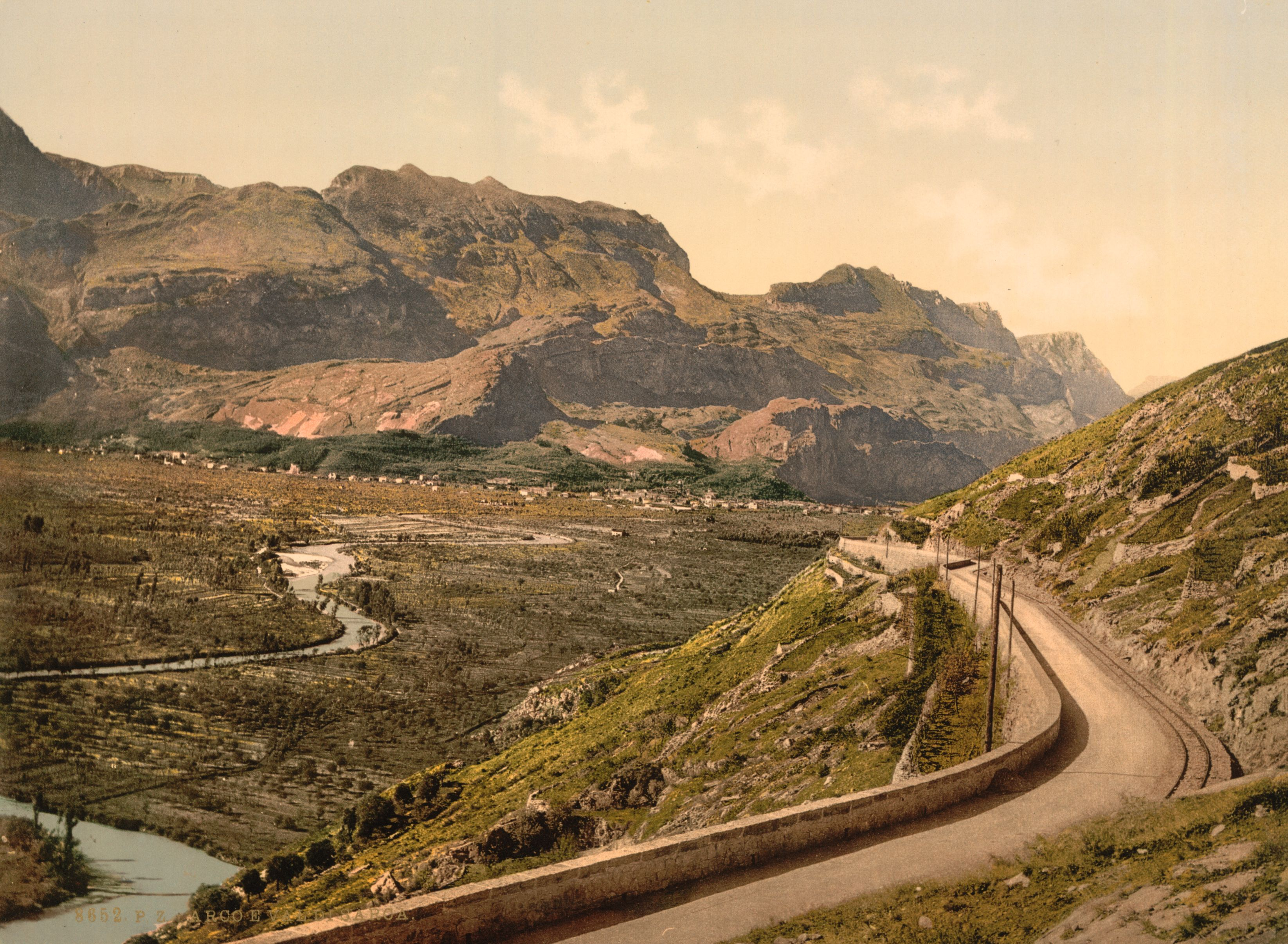
Streckenführung entlang der SS 240dir zwischen Nago und Bolognano, ungefähr 1895

Die Strecke verließ den Bahnhof Mori an der Brennerbahn in nördliche Richtung, um gleich darauf in einem langgezogenen Bogen nach Westen abzuschwenken. Anschließend wurden die Etsch bei der Ortschaft Ravazzone auf der 68,5 Meter langen Eisenbrücke überquert und nach 2,86 Kilometern die Station Mori-Borgata im Zentrum von Mori erreicht. Die Brücke wurde bereits 1888 von Gridl, Wien, für die Lokalstraße Mori–Rovereto erbaut und für den späteren Bahnbetrieb entsprechend verstärkt ausgelegt. Der Streckenabschnitt zwischen der Brücke und dem Ortsrand von Mori war mit einer Neigung von 28 ‰ zugleich der steilste Streckenabschnitt der Bahn. Nach mäßiger Steigung und kurvenarmem Verlauf wurde die Station Loppio bei Kilometer 6,88 erreicht. Hinter Loppio begleitete die Trasse auf etwa 2 Kilometern den Straßenverlauf der heutigen Staatsstraße SS 240. Auf diesem Abschnitt wurde der Lago di Loppio an dessen Südufer passiert. Anschließend folgte eine Kehrschleife mit 60 Metern Halbmesser, um auf einen halben Kilometer an Höhe zu gewinnen, folgend noch eine weitere Kehrschleife, und schließlich wurden beim Kilometer 11 der höchste Punkt mit 269 Meter über dem Meer erreicht und die dortige Wasserscheide am Passo San Giovanni überschritten.
Die Strecke ging in ein Gefälle über, verlief in einem Bogen am Fuße des Monte Perlone und erreichte die Station Nago-Torbole beim Kilometer 12,89 im Ortsteil Nago. Hinter Nago schwenkte die Bahn nach Norden und führte in stetem Gefälle der heutigen Staatsstraße SS 240dir folgend hinunter ins Tal der Sarca. Die Talsohle wurde schließlich vor der Station Oltresarca erreicht. Nachfolgend wurden die Sarca auf einer 45 Meter langen Brücke in Stahlkonstruktion überquert und nach 19,2 Kilometern der Bahnhof Arco erreicht. Hinter Arco begleitete die Strecke die heutige Via Santa Caterina, welche später in die SS 45bis übergeht, über die Station San Tomaso bis in das Ortszentrum von Riva. Nach 24,12 Kilometern wurde schlussendlich der Bahnhof Riva unweit des Seeufers erreicht.
Der Oberbau der Strecke bestand aus acht Meter langen Vignolschienen mit einem Gewicht von 18 kg/m.

## Fahrzeugeinsatz

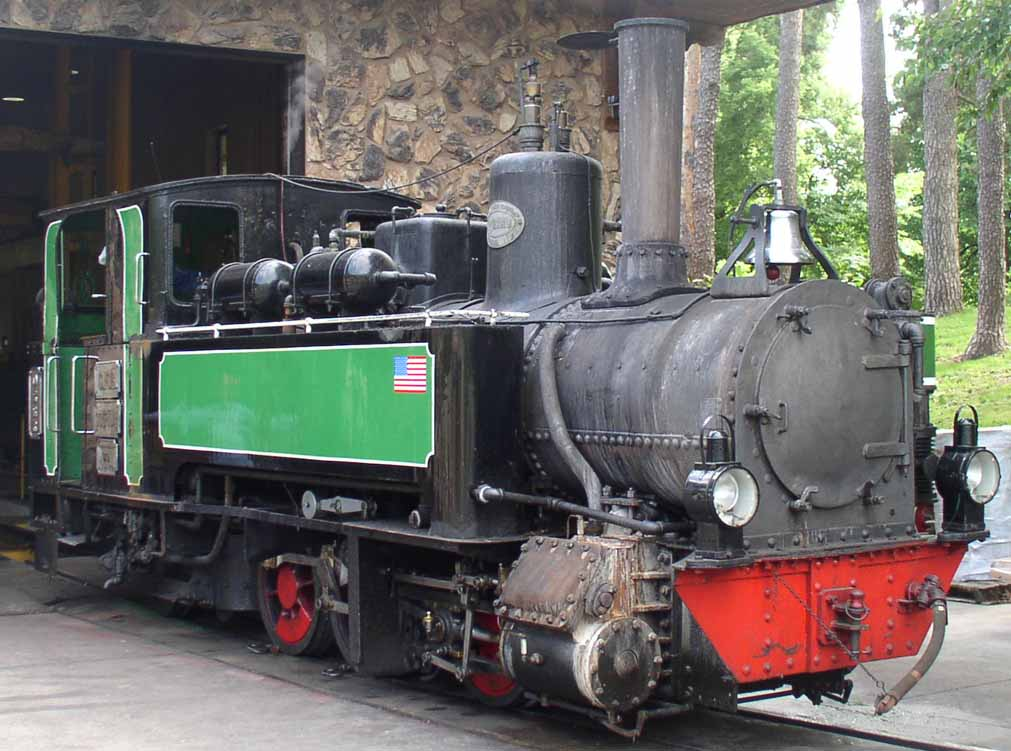
Lok 2 Riva bei der Zoo-Eisenbahn in Omaha (2004)

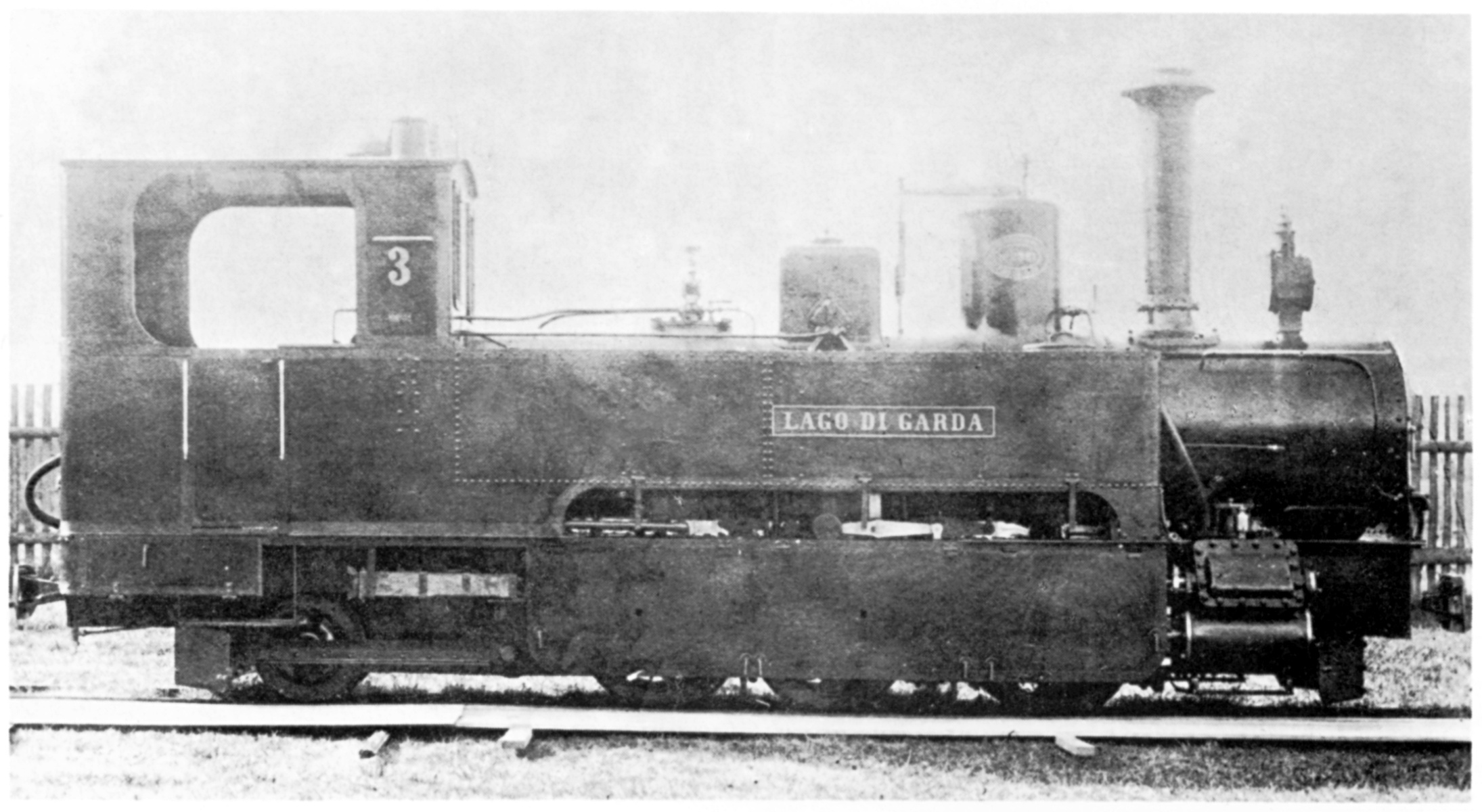
Lok 3 Lago di Garda, Werksfoto von 1891

1890 bis 1892 wurden vier dreifachgekuppelte Lokomotiven mit den Nummern 1–4 beschafft, wie sie zuvor schon von der Steyrtalbahn in Dienst gestellt wurden. Die ersten drei wurden 1890, die letzte 1892 von Krauss in Linz geliefert. Sie erhielten die Namen Arco, Riva, Lago di Garda und Pinzolo.
Die Südbahngesellschaft (SB), die den Betrieb auf dieser Lokalbahn führte, ordnete die vier Maschinen als Reihe 40 ein. Drei der Lokomotiven mussten im Ersten Weltkrieg an die k.u.k. Heeresfeldbahn abgegeben werden, die vierte wurde nach 1918 verschrottet. Eine der Lokomotiven gelangte nach dem Ersten Weltkrieg nach Rumänien, wurde dort bis 1975 von den CFR eingesetzt und verkehrt heute auf einer Parkeisenbahn im Zoo von Omaha in den USA.
Nach dem Ersten Weltkrieg gelangten drei Lokomotiven (RKV Nr. 1 bis 3), welche ursprünglich von der Schmalspurbahn Ružomberok–Korytnica kúpele in der heutigen Slowakei stammten, zur Lokalbahn Mori–Arco–Riva. Die Maschinen waren von der Budapester Lokomotivfabrik MÁVAG gebaut worden. Im Ersten Weltkrieg wurden die Lokomotiven von der k.u k. Heeresfeldbahn beschlagnahmt und kamen auf der Fleimstalbahn und der Grödner Bahn im Militärverkehr an der Dolomitenfront zum Einsatz. Nach Kriegsende fielen sie den Ferrovie dello Stato zu. Diese setzte sie fortan auf der Lokalbahn Mori–Arco–Riva ein.

## Gegenwart

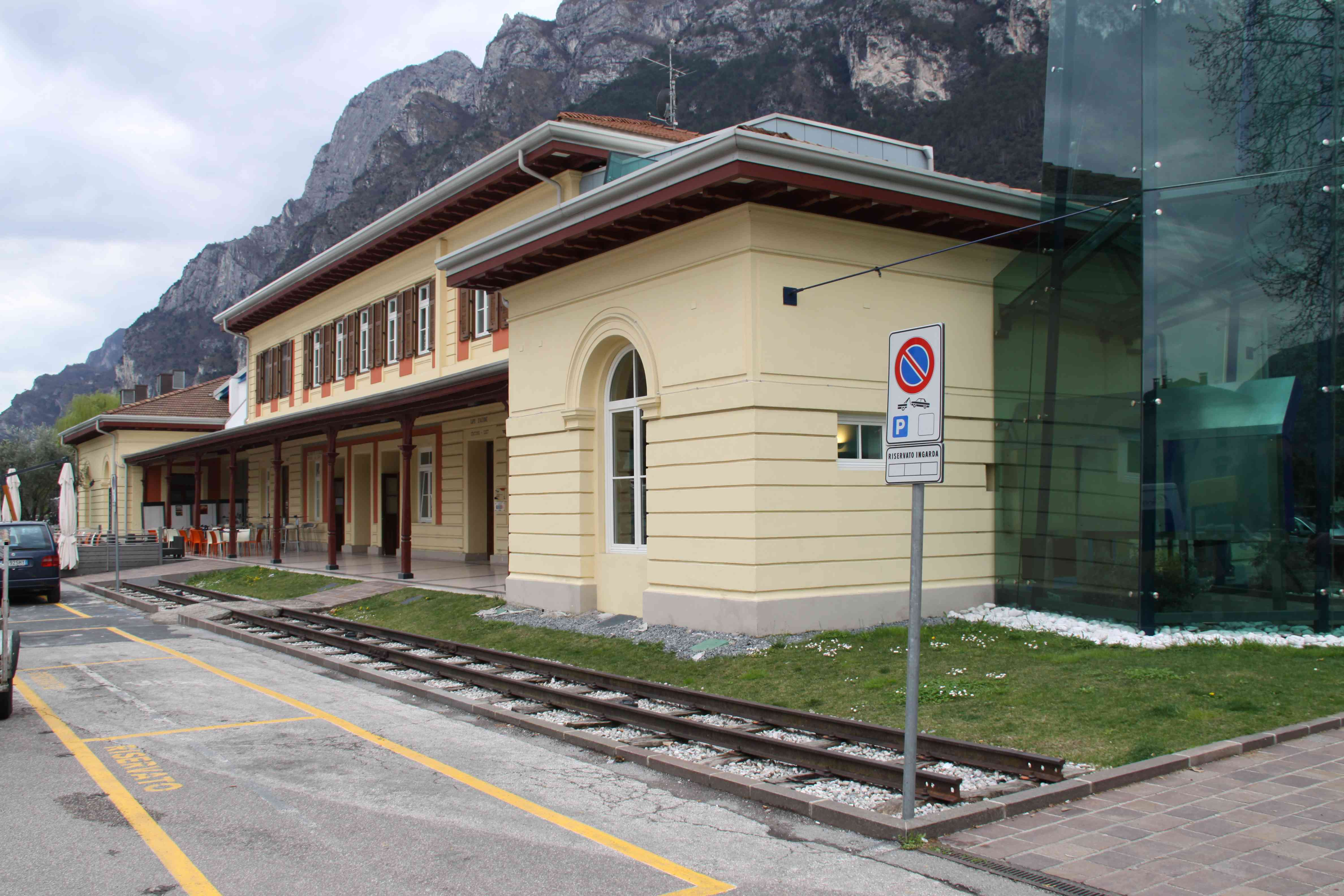
Ehemaliges Bahnhofsgebäude in Riva del Garda (2010)

Zwischen Mori und Riva besteht heute ein ausgewiesener Radweg, der etwa ein Drittel der ehemaligen Bahntrasse zwischen Mori und Nago nutzt. Andere Teilstücke in diesem Abschnitt wurden bereits vordem für den Straßenbau genutzt. 
In den Orten Arco und Riva sind die Bahnhofsgebäude noch vorhanden und wurden noch länger als Busbahnhof verwendet. Im renovierten Bahnhofsgebäude in Riva befinden sich mittlerweile unter anderem eine Gastwirtschaft und das örtliche Fremdenverkehrsamt.

## Zukunft
Die Idee einer Bahnverbindung zum Gardasee ist noch nicht ganz begraben. 2014 führte die Provinz Trient einen Ideen-Wettbewerb für eine Bahnverbindung von Rovereto und Mori nach Tione di Trento durch. Die Bahn würde größtenteils unterirdisch verlaufen und hätte eine Station in der Nähe des Gardasees. Ergebnisse dieser Studie wurden Anfang 2022 publiziert.